# Moira (animal)
Pour les articles homonymes, voir Moira (homonymie).
Genre
Synonymes
- Moera Michelin, 1855[2]

Moira est un genre d'oursins dits « irréguliers », appartenant à la famille des Schizasteridae. 

## Description et caractéristiques
Ce sont des oursins irréguliers dont la bouche et l'anus se sont déplacés de leurs pôles pour former un « avant » et un « arrière ». La bouche se situe donc dans le premier quart de la face orale, et l'anus se trouve à l'opposé, tourné vers l'arrière. La coquille (appelée « test ») s'est également allongée dans ce sens antéro-postérieur. 
Ce genre se distingue au sein de sa famille par ses pétales fins et très enfoncés.
Il semble être apparu au Miocène, et demeure répandu dans tous les bassins océaniques tropicaux.

## Liste des espèces
Selon World Register of Marine Species (7 février 2021) :
- Moira atropos (Lamarck, 1816) -- Atlantique tropical ouest
- Moira lachesinella Mortensen, 1930 -- Pacifique ouest (essentiellement Japon)
- Moira lethe Mortensen, 1930 -- Pacifique ouest (essentiellement Australie)
- Moira stygia (A. Agassiz, 1872) -- Océan indien
- † Moira adamthi Clegg, 1933 -- (Arabie)
- † Moira obesa Nisiyama, 1935 -- (Japon)

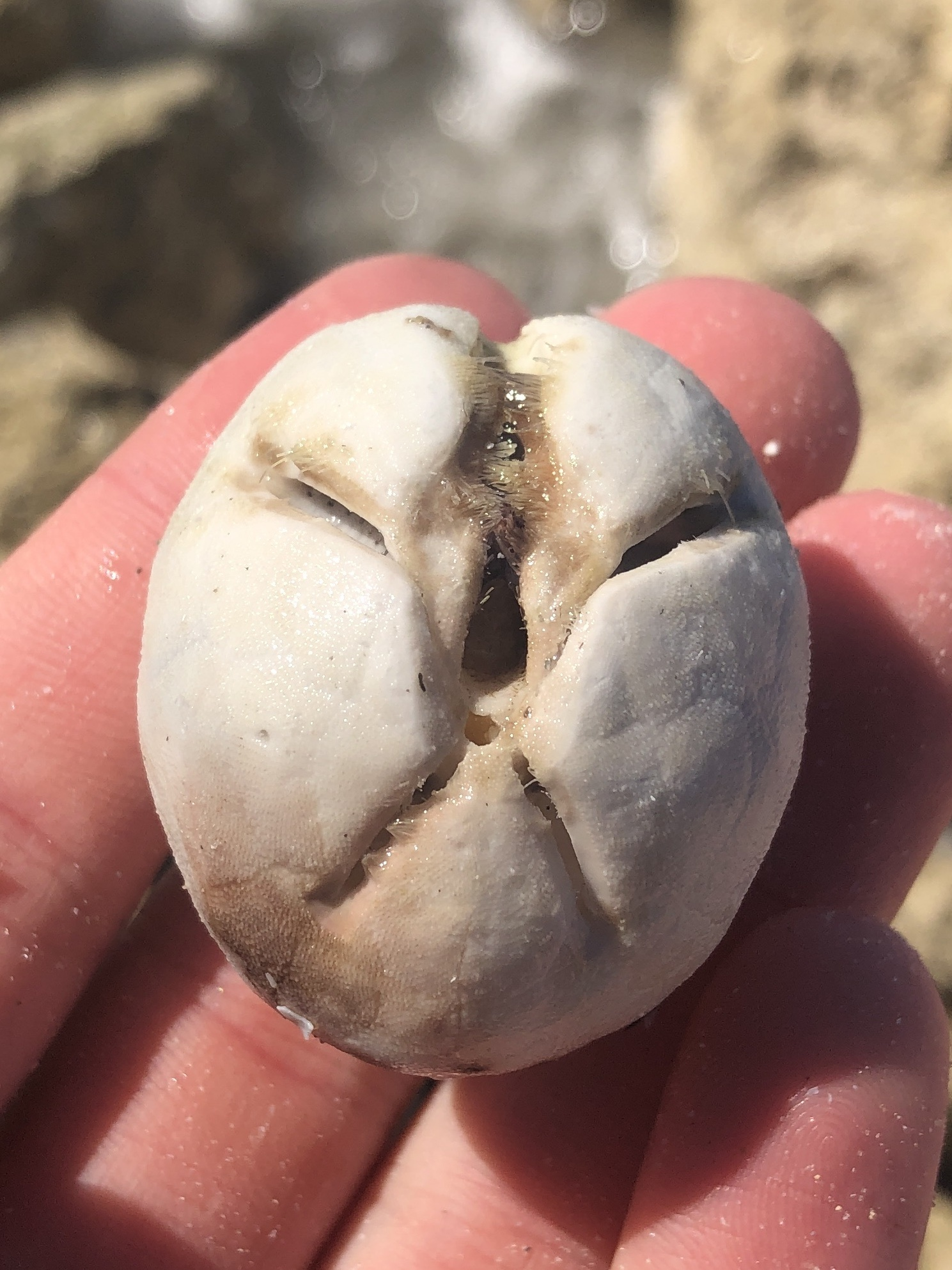
Moira atropos
Moira lachesinella
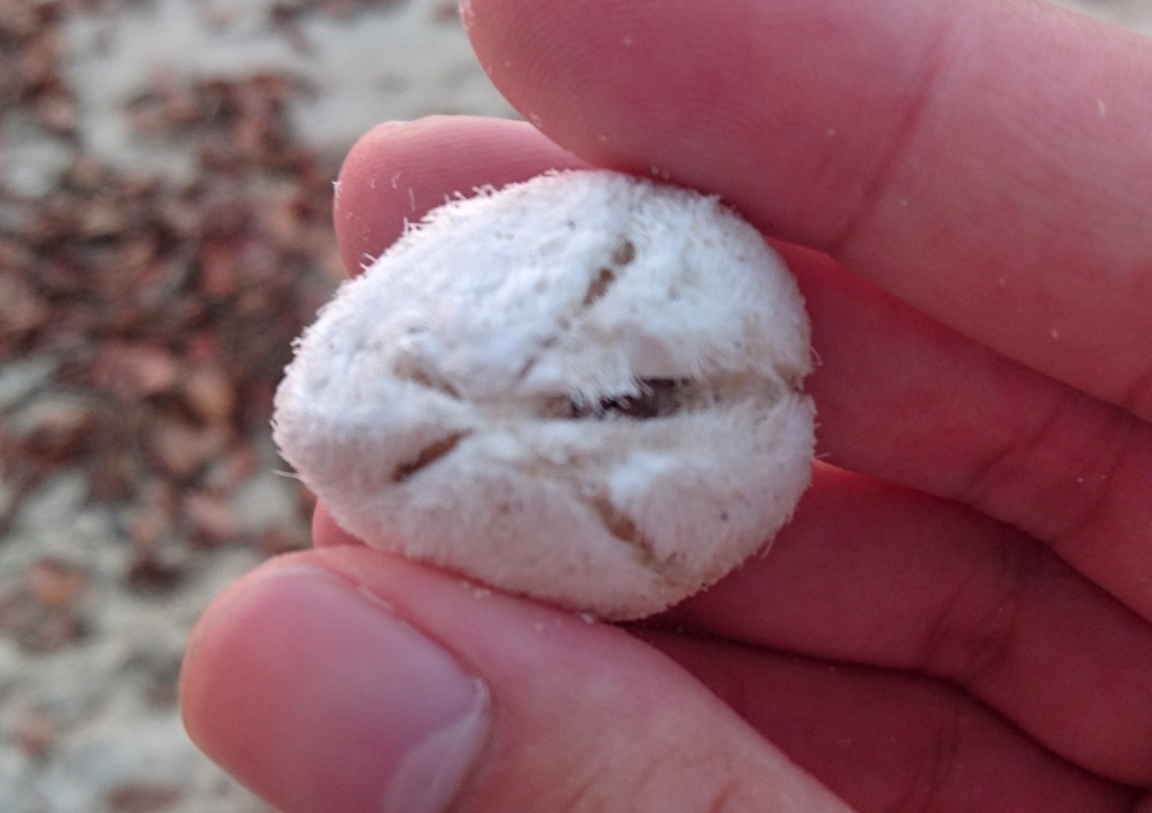
Moira lethe trouvé in situ
Moira stygia